# Dniéper
El río Dniéper (pronunciado ['nje.peɾ]; en ruso: Днепр, Dniepr; en bielorruso: Дняпро, Dnyapró; en ucraniano: Дніпро, Dnipró) es un  río de Europa Oriental. Es uno de los principales ríos internacionales de Europa, naciendo en la meseta de Valdái cerca de Smolensk, Rusia, antes de pasar por Bielorrusia y Ucrania para llegar al mar Negro. Es el río más largo en Ucrania y Bielorrusia y el cuarto río más largo de Europa, después de los ríos Volga, Danubio y Ural. Tiene una longitud de 2287 km y drena una cuenca de 516 300 km².
En la antigüedad, el río era parte de la ruta del ámbar. Durante la ruina en el final del siglo XVII, el área fue disputada entre la República de las Dos Naciones y Zarato moscovita, dividiendo Ucrania en dos áreas basadas en el margen derecho y izquierdo del río. Durante el periodo soviético, el río se volvió importante por sus presas hidroeléctricas y grandes reservas. El Accidente de Chernóbil de 1986 ocurrió en el río Prípiat, un río afluente del Dniéper. Durante la Invasión rusa de Ucrania en 2022, algunas zonas del río son parte de las líneas defensivas entre territorios controlados por Rusia y Ucrania.

## Etimología
El nombre «Dniéper» se deriva de la palabra del Sármata Dānu «el río a la parte posterior». En los tres países tiene esencialmente el mismo nombre, no obstante pronunciado de manera diferente. El río es mencionado por el historiador Heródoto de la Grecia Antigua en el 	s. V a. C. como «Borysthenes» (Βορυσθένης, Boristenes); el historiador griego y los autores romanos lo llamaron Danapris (Δαναπρις) y Danaper respectivamente —Δανα (dana) significa «río» en persa antiguo—. Fue la frontera natural de dos pueblos unidos al principio que se separaron después, los ostrogodos y los visigodos, entre principios y mediados del s. IV a. C.. 
Su antiguo nombre eslavo, usado en tiempos de la Rus de Kiev era Slavútich «el eslavo (río)»; los hunos lo llamaron Var, y los búlgaros Buri-Chai.

## Características
- Los afluentes más importantes son los ríos Berézina, Prípiat y Desná.
- Es navegable a lo largo de 1900 km, divididos en dos por un tramo de unos 60 km aproximadamente de rápidos, y representa una importante vía de tráfico comercial.
- Los últimos 800 kilómetros del curso de agua conforman una cadena de embalses casi consecutivos construidos durante la época soviética para la producción de energía eléctrica: Kiev (922 km²), Kániv (582 km²), Kremenchuk (2252 km²), Kamianské (567 km²), Zaporiyia (410 km²), y Kajovka (2155 km). Proporcionando alrededor del 10 % de la electricidad de Ucrania.
- Su estuario, o limán, estuvo defendido por la fortaleza de Ochákiv.

## Geografía
La longitud total del río se indica en varias ocasiones como 2 145 km o 2 201 km, o  2 201 km, de los cuales 485 km están dentro de Rusia,  700 km están dentro de Bielorrusia, y  1 095 km están dentro de Ucrania. Su cuenca cubre 504 000 km², de los cuales  289 000 km² están dentro de Ucrania, y 118 360 km² están dentro de Bielorrusia.
El Dniéper nace en los pantanos de juncos (Akséninski Moj) de la meseta de Valdái en la óblast de Smolensk de Rusia, a una altitud de 220 m. Durante 115 km de su longitud, sirve de frontera entre Bielorrusia y Ucrania. Su estuario, o limán, solía estar defendido por la fuerte fortaleza de Ochákiv.
El punto más meridional de Bielorrusia se encuentra en el Dniéper, al sur de Kamarýn en el raión de Brahin.

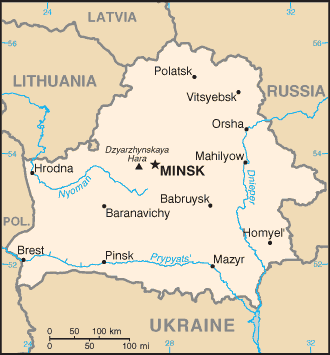
Sección del río Dniéper en Bielorrusia.

El Dniéper tiene muchos afluentes (hasta 32 000), siendo 89 de ellos ríos de más de 100 km.

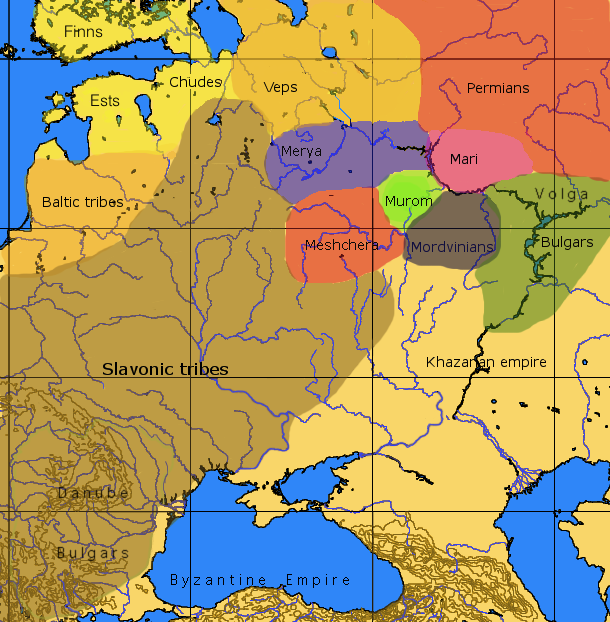
Cuenca del Dniéper, mostrando los pueblos en el

También existen muchos pequeños afluentes directos, como, en la zona de Kiev, el Syrets (margen derecha) en el norte de la ciudad, el históricamente importante río Lýbid (orilla derecha) que pasa al oeste del centro, y el Borschahivka (orilla derecha) al sur.
Los recursos hídricos de la cuenca del Dniéper representan alrededor del 80 % de toda Ucrania.

### Rápidos

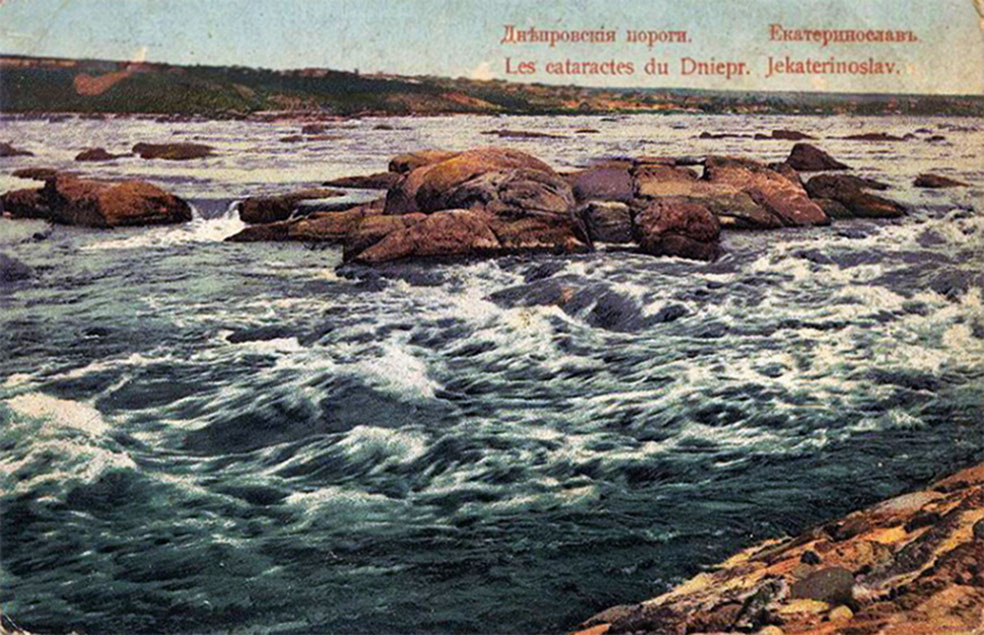
Rápidos en el Dniéper en 1915.

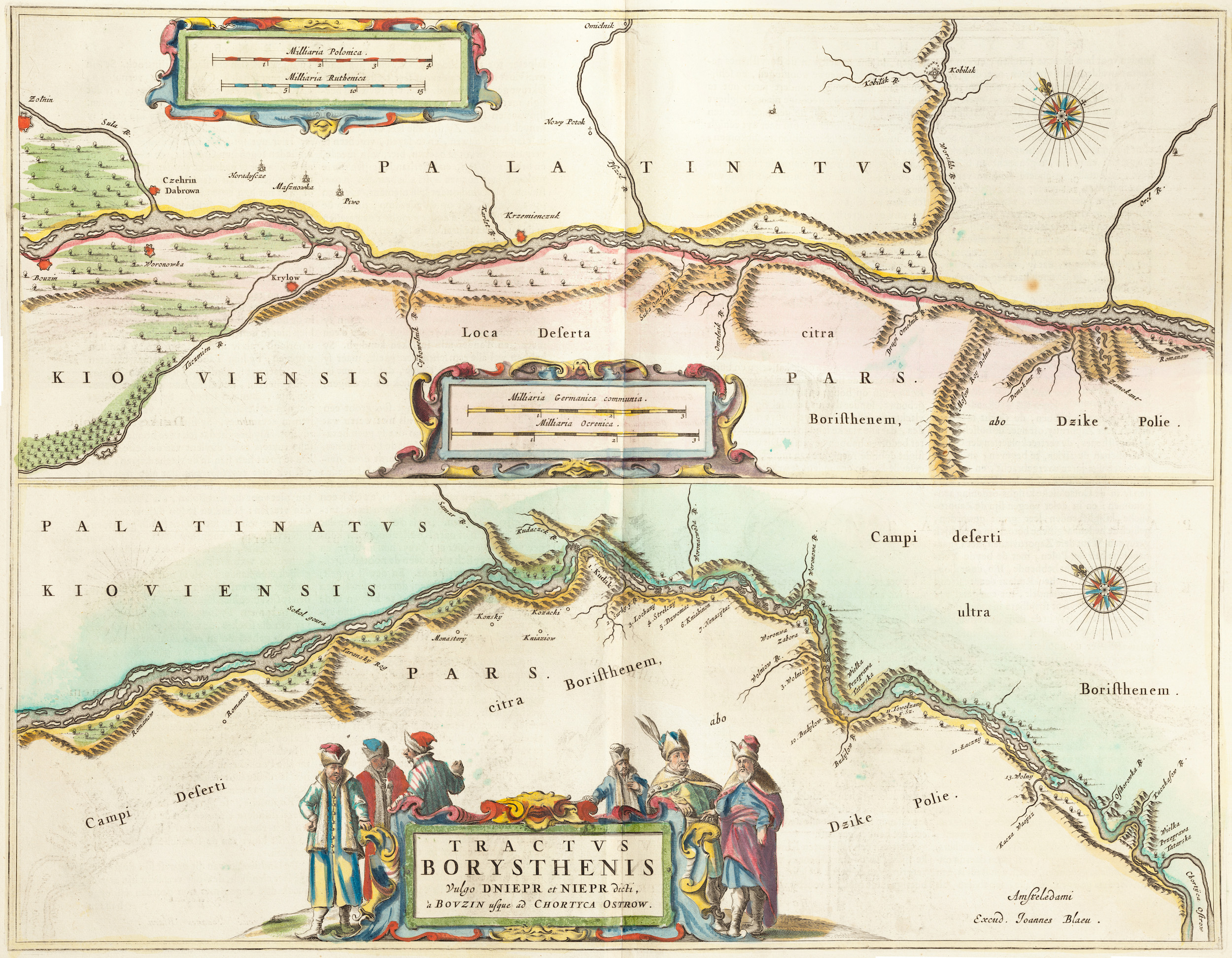
Tractus Borysthenis o Dniéper (desde la ciudad de Bovzin hasta la isla de Jórtitsia) en 1662

Los rápidos del Dniéper formaban parte de la ruta comercial de los varegos a los griegos, mencionada por primera vez en la Crónica de Kiev. La ruta se estableció probablemente a finales del siglo VIII y principios del IX y adquirió una importancia significativa desde el X hasta el primer tercio del siglo XI. En el Dniéper los varegos tenían que portear sus barcas alrededor de siete rápidos, donde tenían que estar en guardia por los nómadas pechenegos.
A lo largo de esta corriente media del Dniéper, había nueve rápidos principales (aunque algunas fuentes citan un número menor de ellos), que obstruían casi toda la anchura del río, unos 30 a 40 rápidos más pequeños, que obstruían solo una parte del río, y unas 60 islas e islotes.
Tras la construcción de la central hidroeléctrica del Dniéper en 1932, los rápidos fueron inundados por el Embalse del Dniéper.

### Canales
Hay varios canales conectados al Dniéper:
- El canal Dniéper-cuenca del Donets;
- El canal Dniéper-Krivói Rog;
- El canal Kajovka (al sureste de la óblast de Jersón);
- El sistema de riego de Oleksándrivka (hasta 2016, Krasnoznámyanka) en el suroeste de la óblast de Jersón;
- El canal de Crimea del Norte: resolvería en gran medida el problema del agua en la península, especialmente en las zonas áridas del norte y el este de Crimea;
- El sistema de riego del río Inhuléts.

### Estuario

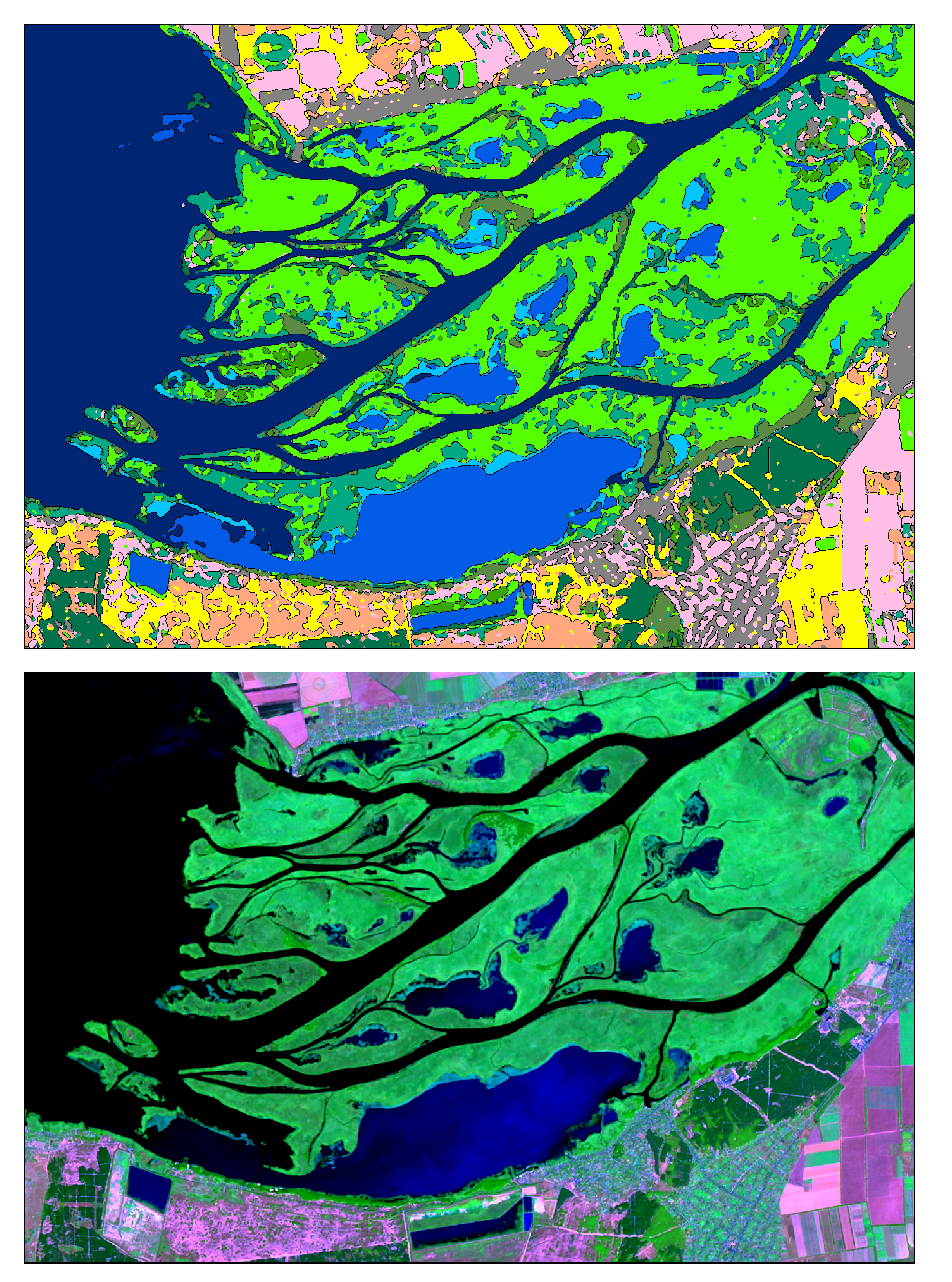
Imágenes satelitales del delta del Dniéper, captadas el 8 de agosto de 2015.

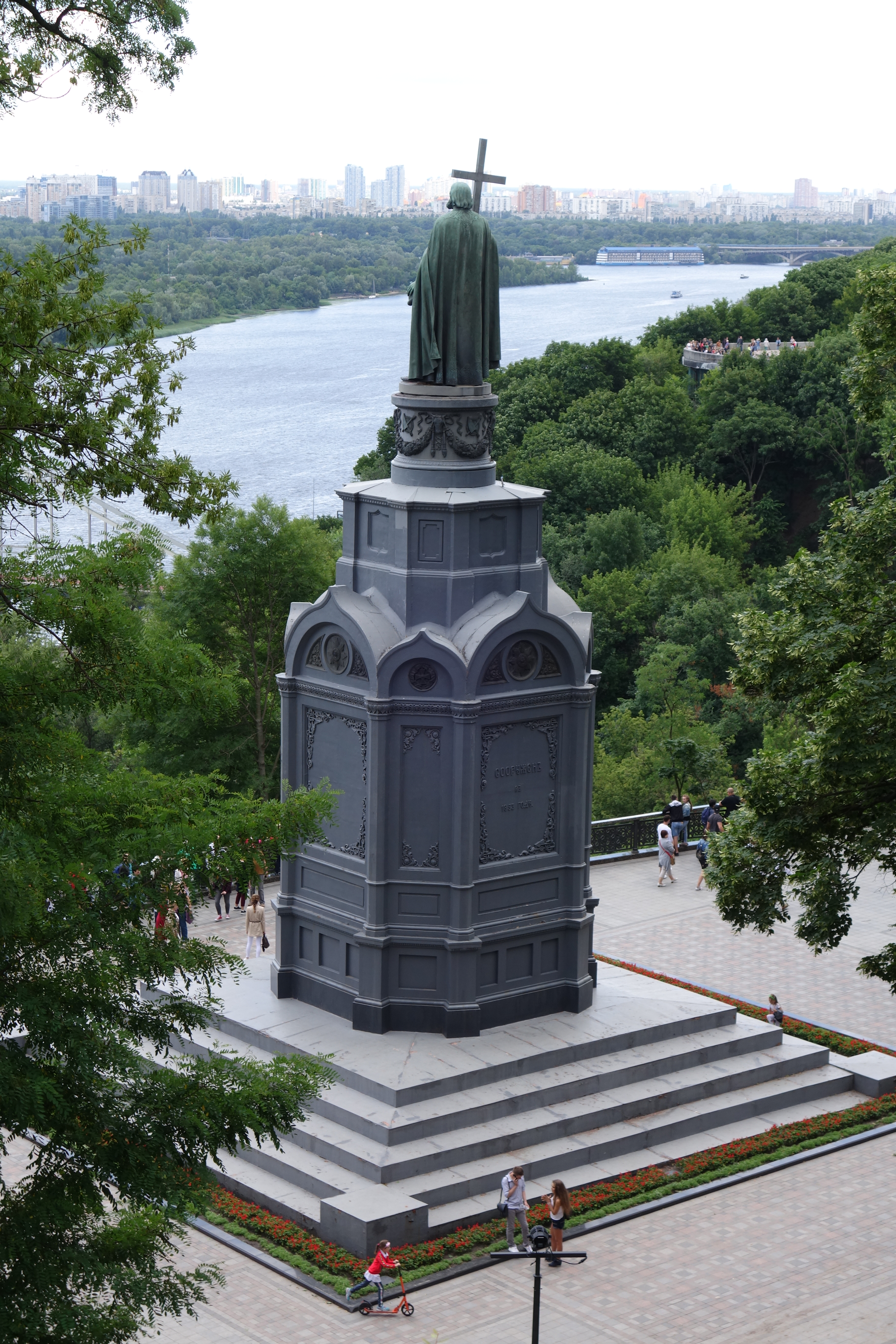
Dniéper a su paso por Kiev y el monumento a Vladimiro I de Kiev.

La ciudad de Jersón es la más cercana al estuario del Dniéper. No cuenta con grandes instalaciones portuarias.

### Fauna
El río forma parte del área de distribución nativa del mejillón quagga (Dreissena rostriformis bugensis Andrusov). El mejillón ha sido introducido accidentalmente en todo el mundo, donde se ha convertido en una especie invasora.

## Medio ambiente
El Dniéper sufre las consecuencias del accidente de Chernóbil, ya que atraviesa la zona de exclusión que rodea a la central nuclear. Aparte de ello, su mayor afluente es el río Prípiat, junto al cual se halla la central nuclear de Chernóbil, que en el accidente vertió residuos radioactivos en el río Pripiat, que derivaron en el río Dniéper. Dichas aguas contaminadas recorren todo el curso final del río en Ucrania, atravesando la capital Kiev y desembocando en el mar Negro. Se estima que 9 millones de habitantes en Ucrania consumen o riegan con aguas contaminadas del río Dniéper.

## Afluentes del Dniéper
| Tramo       | Ramal | Ramal | Nombre afluente | Nombre afluente | Nombre afluente | Nombre afluente | Nombre afluente | Longitud (km) | Cuenca (km²) | altitud ( km ) | Desembocadura                        | País por el que fluye |
| Rusia       | -     | D     | Río Vop         | Río Vop         | Río Vop         | Río Vop         | Río Vop         |               |              |                | Río Dniéper                          |                       |
| Bielorrusia | -     | D     | Río Drut        | Río Drut        | Río Drut        | Río Drut        | Río Drut        | 295           | 5020         | 30             | Río Dniéper                          | Bielorrusia           |
| Bielorrusia | -     | D     | Río Berézina    | Río Berézina    | Río Berézina    | Río Berézina    | Río Berézina    | 613           | 24 500       |                | Río Dniéper                          | Bielorrusia           |
| Bielorrusia | -     | D     | Río Vedroch     | Río Vedroch     | Río Vedroch     | Río Vedroch     | Río Vedroch     |               |              |                | Río Dniéper                          |                       |
| Bielorrusia | I     | -     | Río Sozh        | Río Sozh        | Río Sozh        | Río Sozh        | Río Sozh        | 648           | 42 100       | 207            | Río Dniéper                          |                       |
| Ucrania     | -     | D     | Río Prípiat     | Río Prípiat     | Río Prípiat     | Río Prípiat     | Río Prípiat     | 710           | 120 000      | 455            | Río Dniéper                          | Bielorrusia y Ucrania |
| Ucrania     | -     | D     | Río Téteriv     | Río Téteriv     | Río Téteriv     | Río Téteriv     | Río Téteriv     | 365           | 15 100       | 18,4           | Río Dniéper                          |                       |
| Ucrania     | -     | D     | Río Irpín       | Río Irpín       | Río Irpín       | Río Irpín       | Río Irpín       | 162           |              |                | Río Dniéper                          |                       |
| Ucrania     | I     | -     | Río Desná       | Río Desná       | Río Desná       | Río Desná       | Río Desná       | 1130          | 88 900       | 360            | Río Dniéper                          |                       |
| Ucrania     | I     | -     | Río Trubizh     | Río Trubizh     | Río Trubizh     | Río Trubizh     | Río Trubizh     | 113           | 4700         |                | Río Dniéper                          | Ucrania               |
| Ucrania     | -     | D     | Río Stuhna      | Río Stuhna      | Río Stuhna      | Río Stuhna      | Río Stuhna      | 68            |              |                | Río Dniéper                          | Ucrania               |
| Ucrania     | -     | D     | Río Ros         | Río Ros         | Río Ros         | Río Ros         | Río Ros         | 346           | 12 575       |                | Río Dniéper                          |                       |
| Ucrania     | I     | -     | Río Sulá        | Río Sulá        | Río Sulá        | Río Sulá        | Río Sulá        | 365           | 19 600       |                | Río Dniéper                          |                       |
| Ucrania     | I     | -     | Río Psel        | Río Psel        | Río Psel        | Río Psel        | Río Psel        | 717           | 22 800       |                | Río Dniéper                          | Rusia y Ucrania       |
| Ucrania     | I     | -     | Río Vorskla     | Río Vorskla     | Río Vorskla     | Río Vorskla     | Río Vorskla     | 464           | 14 700       |                | Río Dniéper                          |                       |
| Ucrania     | I     | -     | Río Samara      | Río Samara      | Río Samara      | Río Samara      | Río Samara      | 320           | 22 600       |                | Río Dniéper                          | Ucrania               |
| Ucrania     | -     | D     | Río Tiasmyn     | Río Tiasmyn     | Río Tiasmyn     | Río Tiasmyn     | Río Tiasmyn     | 164           | 4570         |                | Embalse de Kremenchuk (río Dniéper ) |                       |
| Ucrania     | -     | D     | Río Bazavluk    | Río Bazavluk    | Río Bazavluk    | Río Bazavluk    | Río Bazavluk    |               |              |                | Río Dniéper                          |                       |
| Ucrania     | -     | D     | Río Inhuléts    | Río Inhuléts    | Río Inhuléts    | Río Inhuléts    | Río Inhuléts    | 549           | 14 870       |                | Río Dniéper                          |                       |
| Ucrania     | -     | D     | Río Konka       | Río Konka       | Río Konka       | Río Konka       | Río Konka       | 149           | 2600         |                | Río Dniéper                          |                       |

Otros afluentes son, por la izquierda, los ríos Supiy y Bilozerka.

## Navegación

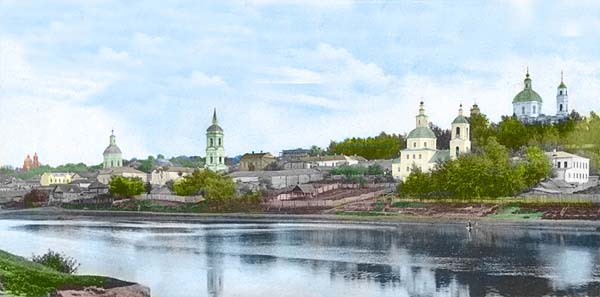
Costas de Dorogobuzh con el río Dniéper, alrededor de 1917.

Casi 2 000 km del río son navegables, hasta la ciudad de Dorogobuzh. El Dnieper es importante para el transporte y para la economía de Ucrania. Sus embalses cuentan con grandes esclusas para barcos, que permiten que buques de hasta 270 x 18 m accedan hasta el puerto de Kiev, por lo que son un importante corredor de transporte. El río es utilizado también por barcos de pasajeros. Los cruceros interiores por los ríos Danubio y Dniéper han tenido un mercado creciente en las últimas décadas.
Aguas arriba de Kiev, el Dniéper recibe las aguas del río Prípyat. Este río navegable conecta con el canal Dniéper-Bug, el enlace con el río Bug. Históricamente, era posible una conexión con las vías fluviales de Europa Occidental, pero una presa derivadora sin esclusa para barcos cerca de la ciudad de Brest en Bielorrusia, ha interrumpido esta vía fluvial internacional. Las malas relaciones políticas entre Europa Occidental y Bielorrusia hacen poco probable la reapertura de esta vía fluvial en un futuro próximo. La navegación fluvial se interrumpe cada año por las heladas y las fuertes tormentas invernales.

## Embalses y energía hidroeléctrica
Desde la desembocadura del río Prípiat hasta la central hidroeléctrica de Kajovka, hay seis conjuntos de presas y centrales hidroeléctricas, que producen el 10 % de la electricidad de Ucrania.
La primera construida fue la Central Hidroeléctrica del Dniéper (o DniproHES) cerca de Zaporiyia, construida entre 1927 y 1932 con una potencia de 558 MW.[cita requerida] Fue destruida durante la Segunda Guerra Mundial, pero fue reconstruida en 1948 con una potencia de 750 MW.[cita requerida]
| Localización | Embalse               | Superficie | Central Hidroeléctrica                   | Fecha de construcción |
| ------------ | --------------------- | ---------- | ---------------------------------------- | --------------------- |
| Kiev         | Embalse de Kiev       | 922 km²    | Central hidroeléctrica de Kiev           | 1960–1964             |
| Kániv        | Embalse de Kániv      | 675 km²    | Central hidroeléctrica de Kániv          | 1963–1975             |
| Kremenchuk   | Embalse de Kremenchuk | 2 250 km²  | Central hidroeléctrica de Kremenchuk     | 1954–1960             |
| Kamianské    | Embalse de Kamianské  | 567 km²    | Central hidroeléctrica del Dniéper Medio | 1956–1964             |
| Zaporiyia    | Embalse de Dniéper    | 420 km²    | Central hidroeléctrica de Dniéper        | 1927–1932; 1948       |
| Kajovka      | Embalse de Kajovka    | 2155 km²   | Central hidroeléctrica de Kajovka        | 1950–1956             |